# 攀岩鞋

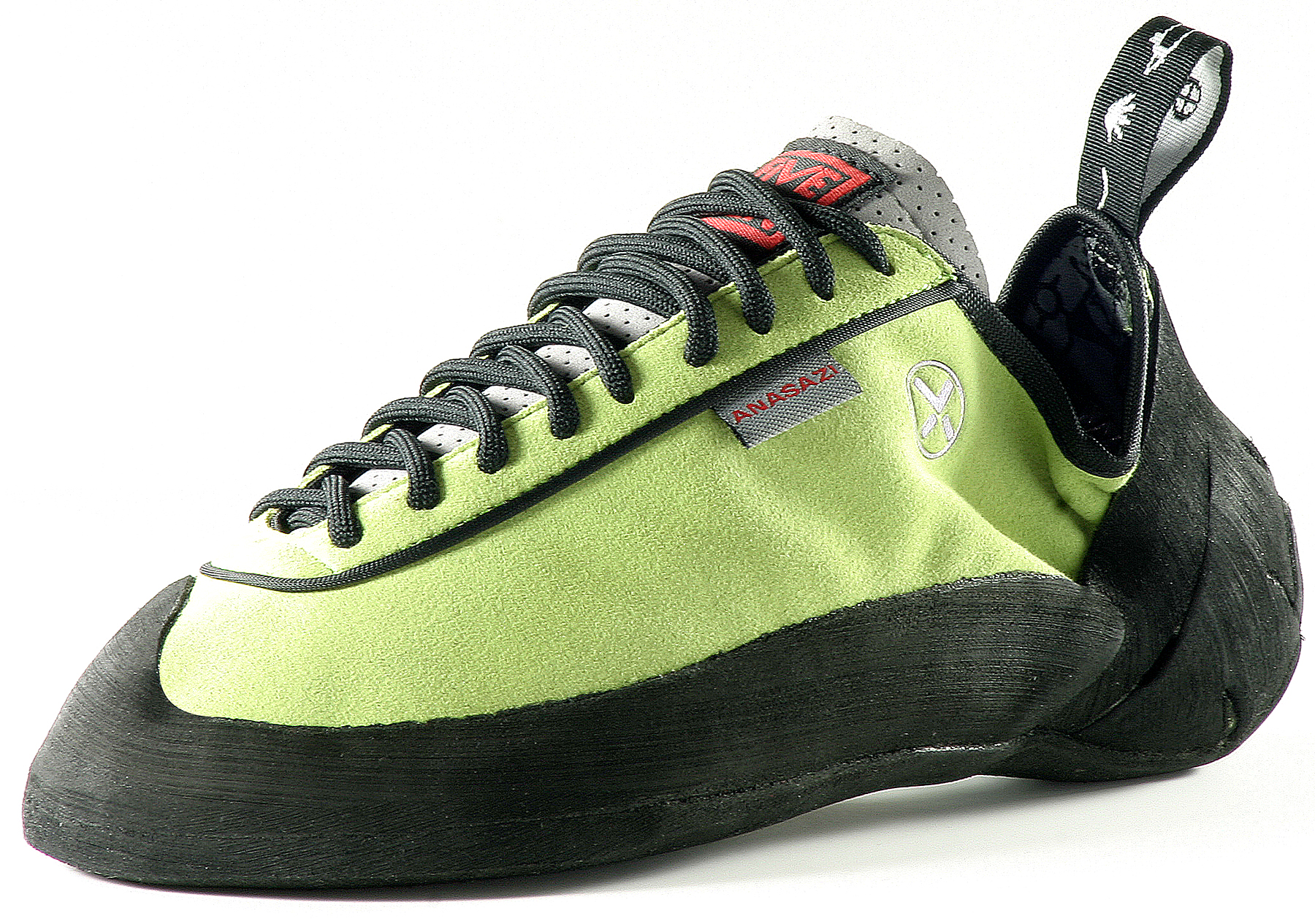
攀岩鞋

攀岩鞋是專門為攀岩運動設計製作的鞋子，一般採用輕盈、柔軟、附著力強的橡膠作為基底，以方便攀岩者更好地在岩壁上使用蹬踏等技術動作；邊緣的設計讓腳可以踩穩很小的腳點；用橡膠包裹的踝部方便攀岩者可以在岩壁——尤其是負角岩壁上用腳跟做出「勾」的動作。
一般攀岩鞋的設計會將腳趾往拇指的方向擠壓，以便可以讓力量集中到拇指上，以便在岩壁上踩穩很小的腳點。
由於根據鞋面材料的特性，鞋子可能會在穿戴後額外擴展，攀岩愛好者往往爲了可以更好地在岩壁上用力，會選擇可以緊緊包覆足部的鞋子，有些職業攀岩者甚至會選擇比自己一貫尺碼小很多的尺寸。以緊緊包裹足部為設計目的的攀岩鞋，因爲人的足部形狀不一，往往一個型號不能適應所有人的腳型。一般愛好者應該遵循讓腳趾頭稍微彎曲，但不至於產生痛感的標準。長期穿著過緊的鞋子可能會導致慢性損傷和畸形，例如拇外翻和跟腱炎。
著名的攀岩鞋品牌有：Boreal、Bufo、Evolv、Five Ten、Mad Rock、La Sportiva、Rock Pillars、Red Chili、Scarpa等等。

## 岩鞋用途
現代登山鞋的設計使攀岩者能夠更加熟練地應用攀岩技巧。

### Edging
攀岩者將腳趾踩在較小的表面上。具有大幅下翻的尖頭鞋可以讓登山者在較小的立足點上使用腳。鞋底越硬，攀岩者對腳趾施加的壓力越大。

### Smearing
攀岩者在沒有任何立足點的情況下，用鞋底在牆壁或平坦的表面上行走。具有由更薄的橡膠製成的敏感鞋底的鞋子能夠使攀岩者的腳更加靈活，進而不需使用任何腳點。

### Toe Hook
攀岩者利用鞋尖上的橡膠將腳尖鉤在支撐物上。

### Heel Hook
攀岩者利用鞋後跟上的橡膠將腳跟鉤在支撐物上。